# Erwin Koschmieder
Erwin Koschmieder (* 31. August 1896 in Liegnitz, Provinz Schlesien; † 14. Februar 1977 in Ebersberg) war ein deutscher Slawist und Sprachwissenschaftler.

## Leben und Wirken
Erwin Koschmieder war der Sohn des Mittelschulrektors Johann Koschmieder (1858–1952) und seiner Ehefrau Elisabeth geb. Gürich (1863–1927), Leiterin einer höheren Mädchenschule. Während des Ersten Weltkrieges trat er in den militärischen Dienst als Fahnenjunker ein, nahm dann aber Abstand von seinen Überlegungen zu einer Karriere als Offizier. Am Ende des Krieges, den er mit allen seinen Grausamkeiten miterlebt hatte, verzichtete Koschmieder auf eine weitere militärische Laufbahn. Koschmieder studierte ab 1919 Klassische und Slawische Philologie an der Universität Breslau, wo er 1922 promovierte. Anschließend trat er eine Stelle an der Universitäts- und Staatsbibliothek an. 1926 habilitierte er sich mit der Arbeit „Studien zum slavischen Verbalaspekt“. Sodann war er zunächst Privatdozent für Slavistik. Im Jahre 1931 berief man ihn an die damals polnische Universität Wilna, im Jahre 1939 wurde er als Nachfolger Erich Bernekers nach München berufen. Hier an der Universität München lehrte er bis zu seiner Emeritierung im Jahr 1964.
Auch galt der altslavischen Musik und hier besonders der russischen Kirchenmusik sein Interesse.
Ab 1942 war er Mitglied der Bayerischen Akademie der Wissenschaften, ab 1970 korrespondierendes Mitglied der Österreichischen Akademie der Wissenschaften.

### Koschmieder und der Zeitbezug der Sprache
Koschmieder beschäftigte sich intensiv mit den Fragen des Zeitbezugs und der Sprache, dabei setzte er denkpsychologische Vorgänge im Vordergrund seiner Erklärungen, denn nach seiner Auffassung sei der menschliche Zeitbegriff eng mit dem Vorgang des Denkens verbunden. Auf den von Richard Hönigswald Grundlagen zur Denkpsychologie (1925) und seinem Schüler Moritz Löwi fußenden Überlegungen bewegt sich das Ich bzw. „Ichbewusstsein“ für Koschmieder zusammen mit dem (virtuellen) „Gegenwartspunkt“ auf einer „Zeitlinie“. Hierdurch bewegen sich Ich und Gegenwart andauernd aus der Vergangenheit in Richtung Zukunft. Alle konkreten Handlungen, sind für Koschmieder „Tatbestände“ sie lassen sich als konkrete, umrissene oder individuelle Vorgänge auf einer gedachten „Zeitlinie“ lokalisieren, gewissermaßen verräumlicht. Diesen Ort auf der „Zeitlinie“ nennt Koschmieder „Zeitstellenwert“ also die zeitliche Lokalisation. Im Präsens zeigt sich für Koschmieder, dass sich der versprachlichte Tatbestand konkret abspielt und nicht nur im Bereich des abstrakten oder möglichen verweilt. Andererseits, dass sich der Tatbestand auch gerade im Augenblick des Sprechens abspielt.

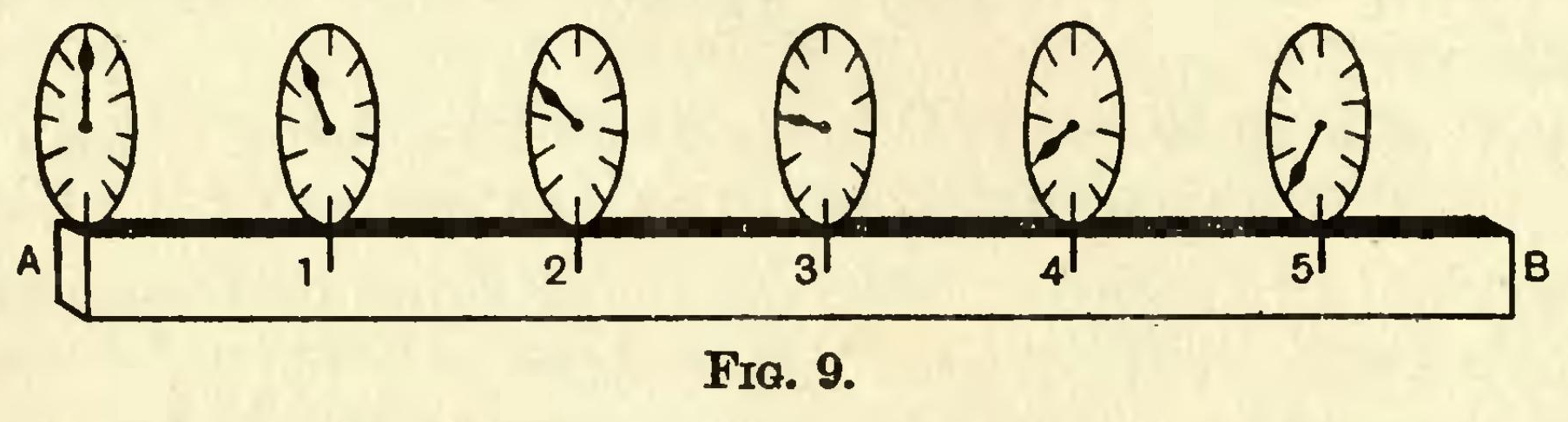
Bildliche Darstellung einer „Zeitlinie“, linksseitig auf der Grafik von einem lokalisierten (virtuellen) „Gegenwartspunkt“ (z. B. Punkt 3) befinden sich die „Zeitstellenwerte“ der Vergangenheit (in Richtung auf A), rechts davon die der Zukunft (in Richtung auf B)

#### Zeitstellenwert und Zeitstufenbezug
Zwischen dem „Zeitstellenwert“ und dem „Ich“ lässt sich eine Beziehung des „Zeitstufenbezugs“ beschreiben. Der „Zeitstufenbezug“ der Vergangenheit, Gegenwart und Zukunft entsteht dann, wenn sich ein „Tatbestand“ (oder gewissermaßen eine Handlung) zu den Lageverhältnissen des „Zeitstellenwertes“ zum Sprecher definiert. Hierbei wird der „Zeitstellenwert“ eines „Tatbestandes“ entsprechend seiner Lage zum „Gegenwartspunkt“ auf der (virtuellen) „Zeitlinie“ dann als Vergangenheit, Zukunft oder Gegenwart (Tempussystem) versprachlicht. Denn das Tempussystem drückt das Verhältnis einer betrachteten Zeit zur Sprechzeit aus (vgl. das Tempussystem von Hans Reichenbach man redet über die Vergangenheit bzw. Zukunft),
Mit dem „Zeitrichtungsbezug“ wird hingegen das Aspektsystem erfasst. Denn mit der Art der zeitlichen Beziehung in die ein „Tatbestand“ gesetzt wird, definiert der Sprecher, durch den Sinngehalt der versprachlichten Aussage bedingt, zwischen dem „Ich“ und dem „Tatbestand“ eine Beziehung, den „Zeitrichtungsbezug“. Diese Beziehung lässt für Koschmieder zwei Möglichkeiten offen:
- Die versprachlichte Aussage ist aus der Vergangenheit in die Zukunft gerichtet. Der „Tatbestand“ wird damit als geschehend charakterisiert (siehe imperfektiver Aspekt).
- Die versprachlichte Aussage ist aus der Zukunft in die Vergangenheit gerichtet. Hierdurch interpretiert man den „Tatbestand“ als geschehen und erfasst ihn in seiner Totalität (siehe hierzu perfektiver Aspekt).

Für Koschmieder (1934/1987) vermag das sich selbst als gegenwärtig wahrnehmende Ichbewusstsein mit seiner individuellen Vergangenheit und Zukunft auf zwei Arten und Weisen relativ zur „Zeitlinie“ in Beziehung setzen, so:
- als sich relativ zur statischen Zeitlinie bewegend, an ihr entlang von links nach rechts bewegend (in der Abbildung von A der Vergangenheit nach B der Zukunft), wobei sich das Ichbewusstsein selbst in Bezug auf die „Zeitstellenwerte“ hin beobachtet und reflektiert, oder
- als statisch zu der von rechts nach links vorbeiziehenden „Zeitlinie“, wobei sich das Ichbewusstsein mit diesen Zeitwerten zu sich selbst in Beziehung setzt. Das ichbewusste Subjekt verharrt etwa über einen (virtuellen) „Gegenwartspunkt“ (z. B. Punkt 3)[7]

Koschmieder (1934/1987) nennt die erste Relation eine Richtungsbezogenheit aus der Vergangenheit (Punkt A) in die Zukunft (Punkt B) hinein. Das ichbewusste Subjekt kommt aus der Vergangenheit (in der Abbildung von A her) und nimmt sich reflektierend zu einem gewissen Bezugszeitpunkt wahr insofern das, der „Tatbestand“ sich gerade eben erst ereignete und weiter ereignen wird. Hieraus kann das Subjekt ableiten, dass er sich in der mit dem Bezugszeitpunkt identifizierten Gegenwart ebenfalls ereignet (Präsens). Die Richtungsbezogenheit aus der Vergangenheit, dem Punkt A nach Punkt B wird vom ichbewussten Subjekt durch die Imperfektivität versprachlicht.
Wird die Handlung aber als eingetreten bzw. eintretend, also zu einem bestimmten „Zeitstellenwert“ zur Wirklichkeit geworden oder als Wirklichkeit werdend dargestellt, dann repräsentiert der „Zeitstellenwert“ (der (virtuelle) „Gegenwartspunkt“, z. B. Punkt 3) den Ausgangspunkt und der Tatbestand bewegt sich relativ, also wie in der zweiten Relation des statischen ichbewussten Subjekts, aus diesem zu bzw. in die Vergangenheit hinein. In dieser Relation ist es nicht möglich den Tatbestand oder die Handlung als gegenwärtig im Abschluss begriffen seiend darzustellen, denn hierzu müsste sich das ichbewusste Subjekt wie in der ersten Relation bewegen. Weil man von einem Tatbestand aber nicht sagen kann, dass er eben noch war und weiter sein wird, wenn der Punkt des Eintretens im Augenblick des Sprechens stattfindet, wird diese Richtungsbezogenheit aus der Zukunft (Punkt B) in die Vergangenheit wird durch die Perfektivität ausgedrückt.
Das gegensätzliche Aspektsystem von perfektiv vs. imperfektiv wird bei Koschmieder durch eine grammatische Kategorie wiedergegeben, sie dient zum Ausdruck einer kognitiven Bewegungsrelation eines ichbewussten Subjekts bzw. der vom Subjekt abhängigen Zeitkoordinatensystem und „Zeitlinie“ bzw. den auf ihr situierten Tatbeständen.

#### Tatbestände mit und ohne Zeitstellenwert
Für Koschmieder gibt es Tatbestände mit Zeitstellenwert und Tatbestände ohne Zeitstellenwert. Tatbestände mit Zeitstellenwert sind individuelle, einmalige einem definierten Ort (siehe in der Abbildung Punkt 3) auf der Zeitlinie zugewiesene Geschehen. Die Geschehen ohne Zeitstellenwert sind unbeschränkt, wiederholte Tatbestände, die sich zeitlos gewissermaßen als außerzeitliche Ereignisse präsentieren, sogenannte ewige Wahrheiten. Sie meinen keinen individuellen Vorgang und sind nicht durch Zeitmaßangaben oder Zeitpositionsangaben kalendarisch-chronometrisch dargelegt. Man könnte die Koschmieder’schen Begriffe mit individuell-konkreten und generell-abstrakten Tatbeständen übersetzen.

## Werke (Auswahl)
- Bericht über eine Studienreise in Polen 1930. In: Zentralblatt für Bibliothekswesen, Jg. 49 (1932), S. 130–146.
- Zeitbezug und Sprache. Ein Beitrag zur Aspekt- und Tempusfrage. Wissenschaftliche Buchgesellschaft, Darmstadt 1971, 1. Ausg. Breslau 1928, ISBN 3-534-05775-9
- Die noetischen Grundlagen der Syntax. Verlag der Bayerischen Akademie der Wissenschaften, München 1952
- Gesammelte Abhandlungen zur Phonetik, Phonologie und Morphologie der slavischen Sprachen. Hieronymus-Verlag, Neuried 1979.